# Eugène Rousseau
Eugène Rousseau (Saint-Denis, 13 novembre 1805 – Parigi, 1870) è stato uno scacchista francese Era il giocatore di scacchi più forte di New Orleans nella prima metà degli anni Quaranta dell'Ottocento. Da lui prende il nome il gambetto Rousseau..

## Biografia
Nel 1845 Rousseau giocò una serie di partite contro l'inglese Charles Stanley per il titolo di campione di scacchi degli Stati Uniti, la prima gara in assoluto per quel titolo. La serie  è stata giocata con un premio per il vincitore di $1.000. Rousseau perse per (+8 −15 =8) e Stanley diventatò il primo campione degli Stati Uniti.
Successivamente Rousseau sfidò Ernest Morphy, che portò con sé suo nipote di otto anni, Paul Morphy, e gli permise i essere presente alle partite. In seguito a Paul fu permesso di giocare contro Rousseau e divenne chiaro che Paul era il giocatore migliore, nonostante la sua giovane età.
Nel 1850 Johann Löwenthal fece visita a New Orleans e batté Rousseau in cinque partite consecutive.